# Fenomeno - Masterchef EP
Fenomeno - Masterchef EP è il terzo EP del rapper italiano Fabri Fibra, pubblicato il 17 novembre 2017 dalla Universal Music Group.

## Descrizione
L'EP contiene sei brani inediti scartati dal nono album in studio Fenomeno di cui due brani (Tony Hawk e il singolo Luna) già precedentemente pubblicati dal rapper durante la promozione dell'album, più due brani già contenuti in quest'ultimo e riarrangiati in una nuova versione.
Il titolo porta un chiaro riferimento al talent show culinario MasterChef, che ha visto il fratello minore del rapper, Nesli, tra i concorrenti dell'edizione Celebrity quello stesso anno.

## Tracce
Testi di Fabrizio Tarducci, eccetto dove indicato.
1. CVDM – 5:24 (musica: Davide Bassi)
2. Brut – 3:40 (musica: Massimiliano Dagani)
3. Tony Hawk – 2:54 (musica: Alessandro Pulga)
4. Luna (feat. Mahmood) – 3:11 (testo: Fabrizio Tarducci, Alessandro Mahmoud – musica: Stefano Tognini, Alessandro Pulga)
5. Meglio me che te – 2:48 (musica: Federico Vaccari, Pietro Miano)
6. Pensa per te – 3:53 (musica: Rey Reel)
7. Il tempo vola (Original Extended) – 4:33 (musica: Massimiliano Dagani)
8. Le vacanze (Big Fish Remix) – 3:29 (musica: Luigi Florio, Antonio Lago)

## Formazione
Musicisti
- Fabri Fibra – voce
- Mahmood – voce aggiuntiva (traccia 4)

Produzione
- Bassi Maestro – produzione (traccia 1)
- Big Fish – produzione (tracce 2, 7 e 8)
- Marz – produzione (tracce 3 e 4)
- Zef – produzione (traccia 4)
- 2nd Roof – produzione (traccia 5)
- Rey Reel – produzione (traccia 6)